# 星雞

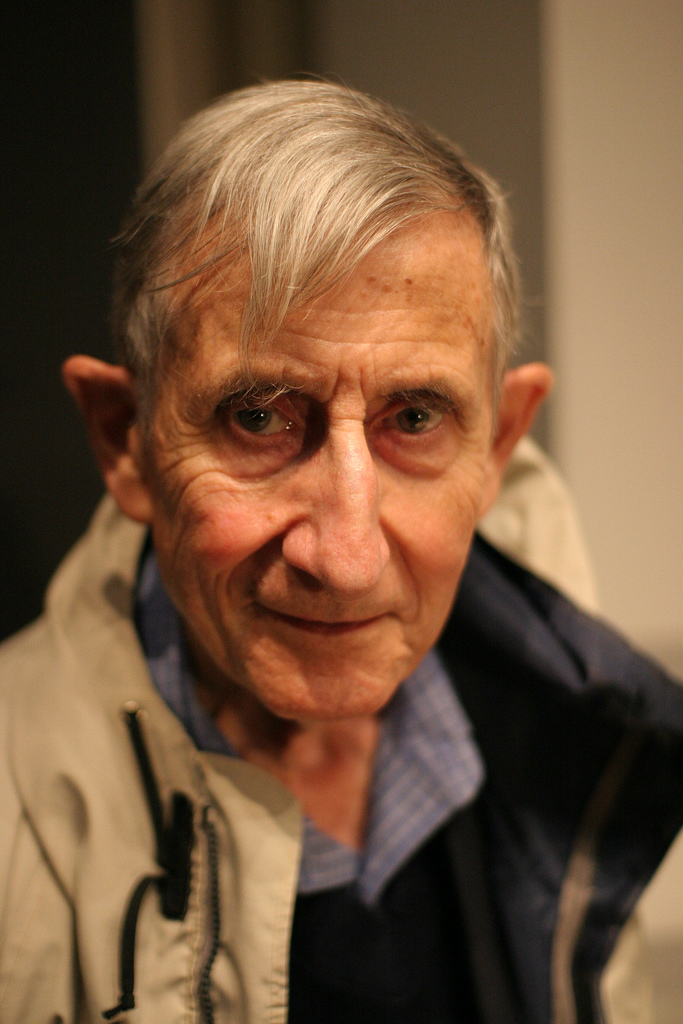
弗里曼·戴森（2005年）

星雞（英語：Astrochicken）是美國理論物理學家弗里曼·戴森闡述的一個思想實驗的名稱。星雞是一種一公斤重的小型航天器，它是一種可自我複製的自動機，由於其創新的技術組合，它可以比載人飛船更有效地探索太空。 

## 描述
戴森在《宇宙波瀾》（Disturbing the Universe，1979年）一書中思考了人類如何創造出一種小型、可自我複製的自動機，從而比載人飛船更有效地探索太空。他根據約翰·馮紐曼在1948年發表的題為《自動機的一般和邏輯理論》的演講，將這個總體想法歸功於他。戴森擴展了馮紐曼的自動機理論，並在其中加入生物元素。
戴森解釋說，「星雞」將是一個與眾不同的一公斤重的航天器。它將是生物學、人工智慧和現代微電子學的交叉產物——有機元件和電子元件的混合體。「星雞」將由傳統的太空船發射到太空中，就像一個蛋被生到太空中一樣。然後，「星雞」將孵化並開始生長一個太陽能收集器，並將為離子推力器提供動力。一旦「星雞」進入行星附近，它就會從行星的衛星和星環中收集物質，吸取營養。它可以使用類似於放屁蟲使用的輔助化學火箭著陸和起飛。當它能與地球進行無線電聯繫時，它會定期傳送其旅程的詳細情況。

## 歷史
在戴森最早關於馮紐曼啟發的自動機的文章中，並沒有出現「星雞」這個詞。這個概念是戴森在澳大利亞阿德萊德的演講中宣布的，演講的主題是利用生物技術進行太空探索。一位觀眾驚呼道：「哦，你是說這是一隻星雞？」於是，這個異想天開的名字流行開來，戴森開始在隨後撰寫的關於他的理論生物技術飛船的文章中使用這個名字。
今日，戴森的星雞與未來太空探索的幾種理論產生了共鳴。電腦科學家羅德尼·布魯克斯建議派遣大量廉價的、像蟲子一樣的機器人去探索火星，而不是單獨的、昂貴的漫遊車。多年來，更便宜、更小型的太空研究手段也一直是NASA的主要設計理念，火星拓荒者號任務或許就是最好的例子。物理學家、著名作家加來道雄在他的著作《穿梭超時空》中寫道：「小巧、輕便、智能，『星雞』是一個多功能的太空探測器，與過去笨重、昂貴的太空任務相比 具有明顯的優勢，後者一直是太空探索的瓶頸。……它不需要大量的火箭燃料；它將被培育和編程為『吃』環繞外行星的冰和碳氫化合物。」
戴森是一位著名的未來科學論文作者，他的戴森球和戴森樹等理論在科學界和科幻小說界廣為流傳。而「星雞」這個異想天開的名字卻沒有獲得同樣的聲譽。